# Parada de Balazar
La Parada de Balazar, originalmente denominado Apeadero de Ballazar, es una plataforma ferroviaria desactivada de la Línea de Porto a Póvoa y Famalicão, que servía a la localidad de Balazar, en el ayuntamiento de Póvoa de Varzim, en Portugal.

## Historia
Cuando se empezaron a realizar los estudios para el trazado de la Línea del Miño, uno de los proyectos presentados transitaba por Travagem, Balazar, Necessidades y Esposende; este trazado pasaba muy lejos de Vila Nova de Famalicão y Barcelos, por lo que fueron elaborados nuevos proyectos, que servían más directamente a estas localidades.
El tramo entre Famalicão y Fontaínhas de la Línea de Porto a Póvoa y Famalicão, donde esta plataforma se encuentra, abrió a la explotación el 12 de junio de 1881.
En 1913, ostentaba la categoría de apeadero, y se denominaba Ballazar.